# Fay Wray

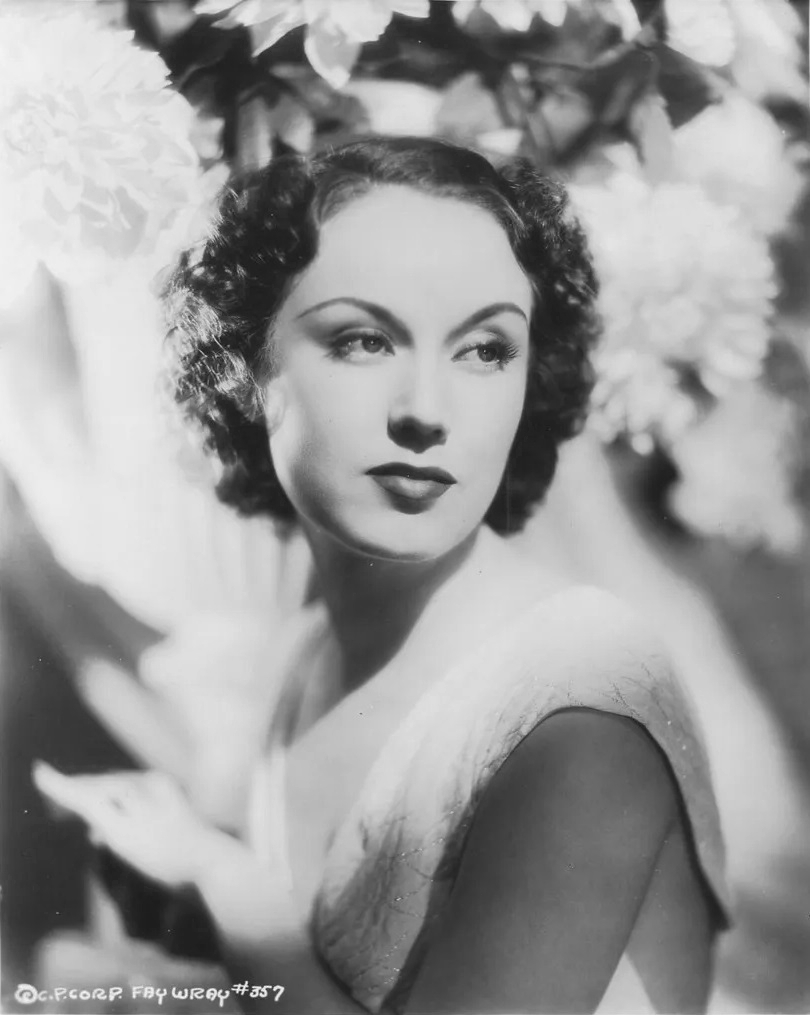
Fay Wray (1930)

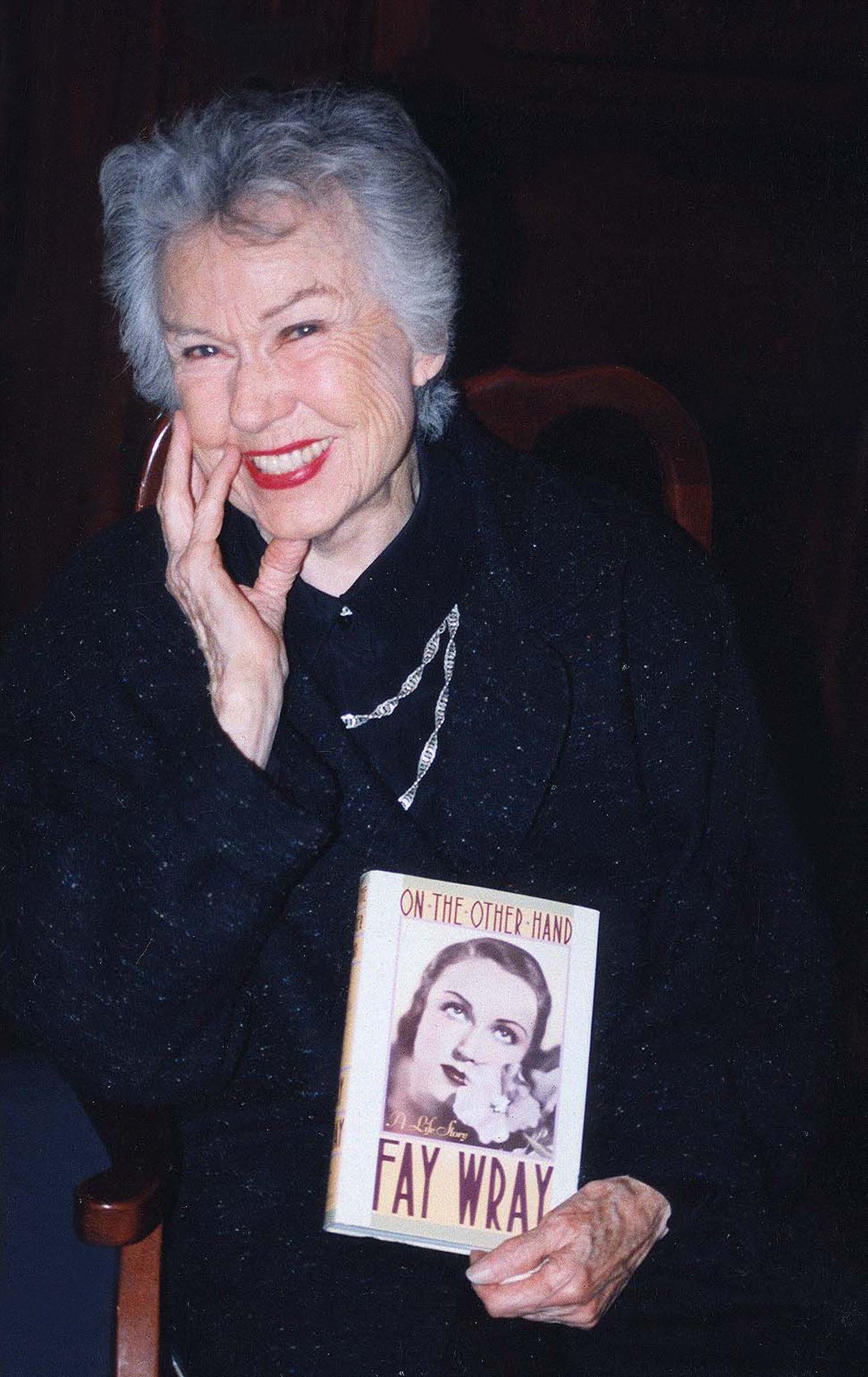
Fay Wray (2001)

Fay Wray (* 15. September 1907 in Cardston, Alberta, Kanada, als Vina Fay Wray; † 8. August 2004 in New York City) war eine US-amerikanische Schauspielerin. Mit zahlreichen Auftritten in Horrorfilmen der frühen 1930er-Jahre wie King Kong und die weiße Frau wurde sie vor allem als Scream-Queen bekannt.

## Leben
Fay Wray wurde auf einer Farm im kanadischen Dorf Cardston als eines von sechs Kindern geboren. Ihre Eltern waren Mormonen. Einige Jahre nach ihrer Geburt zog die Familie in die Vereinigten Staaten. Später zog die Familie in die unmittelbare Umgebung von Hollywood. Wray begann ihre Karriere Anfang der 1920er-Jahre als Nebendarstellerin in wenig beachteten Western und Melodramen. 1926 wurde sie unter die WAMPAS Baby Stars des Jahres gewählt und bekam schließlich einen Vertrag bei Paramount Pictures. 
Durch ihre Hauptrolle in Der Hochzeitsmarsch unter der Regie von Erich von Stroheim wurde sie einem breiten Publikum bekannt. Der Versuch des Studios, sie mit Gary Cooper als Leinwandpaar zu etablieren, scheiterte aber bereits mit The First Kiss. Der Film war kaum erfolgreich. Es gelang den Produzenten nicht, ein Pendant zu Janet Gaynor/Charles Farrell, Ronald Colman/Vilma Bánky oder Greta Garbo/John Gilbert zu schaffen. Trotzdem gelang Fay Wray im Gegensatz zu vielen anderen Darstellerinnen der Übergang zum Tonfilm. 1932 trat sie, unter Vertrag bei RKO, neben Joel McCrea in Graf Zaroff – Genie des Bösen auf. Darauf folgte 1933 King Kong und die weiße Frau, dessen finanzieller Erfolg RKO vor dem finanziellen Ruin bewahrte. Fay Wray war in der Folgezeit häufig im Horrorgenre zu sehen, so in Das Geheimnis des Wachsfigurenkabinetts, einer frühen Technicolorproduktion, und in Doctor X.

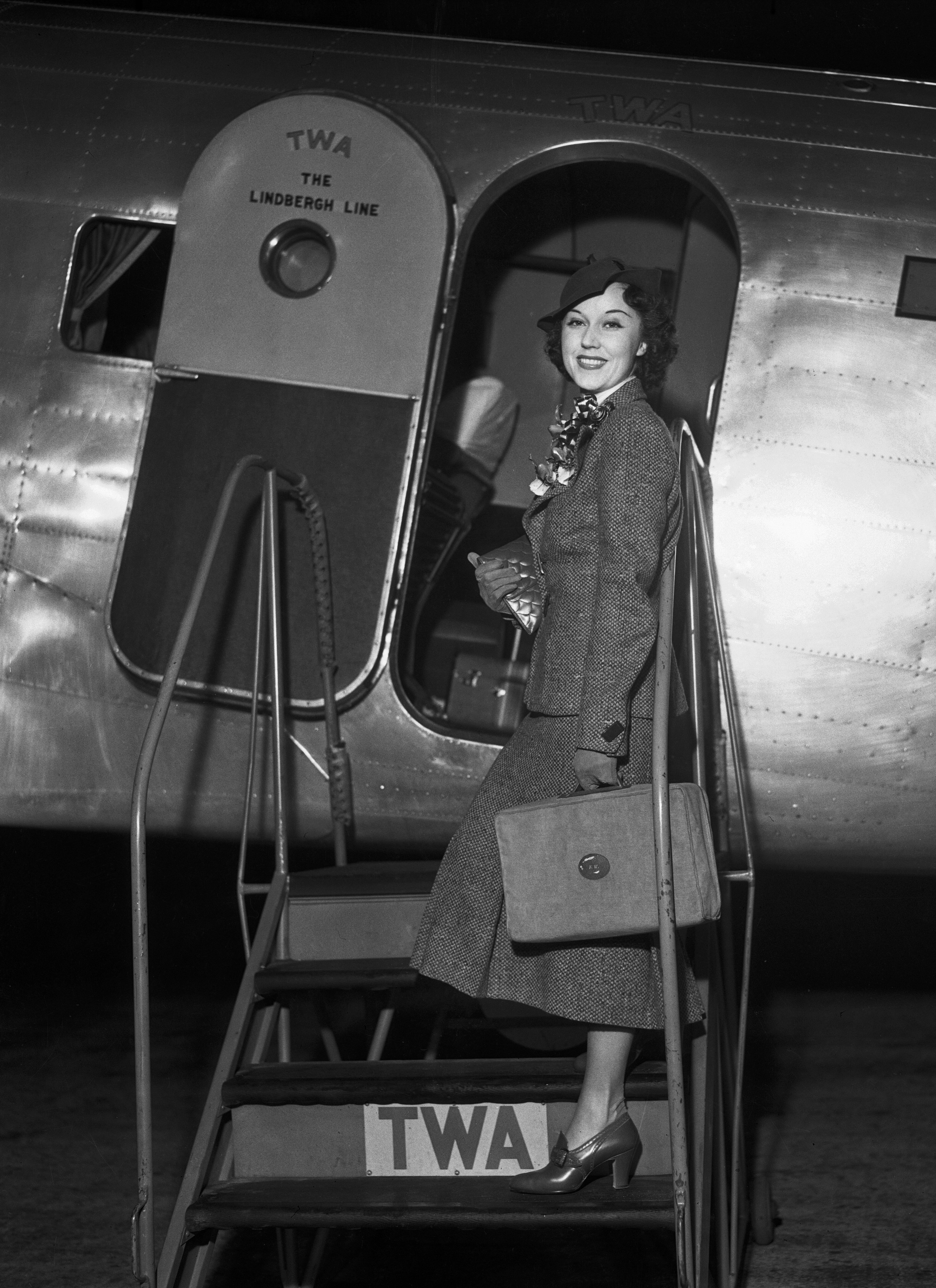
Fay Wray Mitte der 1930er-Jahre

Aufgrund ihrer Auftritte als von Monstern und von verrückten Wissenschaftlern bedrohte Frau, die in Augenblicken der größten Angst laute Schreie ausstieß, prägte man den Begriff Scream-Queen. Allein 1933 wirkte Fay Wray in elf Hollywood-Produktionen mit. Bis zum Ende der 1930er war sie eine vielbeschäftigte Darstellerin in den unterschiedlichsten Genres. Nach Auftritten in Schrei der Gehetzten und Alles liebt, alles lügt, beide aus dem Jahr 1934, wirkte sie in den nachfolgenden Jahren vorwiegend in B-Filmen mit. Anfang der 1940er-Jahre zog sie sich vorerst aus dem Filmgeschäft zurück. 
Ab 1927 war Fay Wray mit dem Autor John Monk Saunders verheiratet. Die Ehe wurde 1939 geschieden. 
1942 zog sich Fay Wray für einige Jahre von der Leinwand zurück. Im selben Jahr heiratete sie den Drehbuchautor Robert Riskin, mit dem sie Sohn Robert und Tochter Vicki hatte. Riskin erlitt 1950 einen Schlaganfall und seine Frau pflegte ihn bis zu seinem Tod 1955.
1953, nach einer Pause von über zehn Jahren, nahm Wray ihre Schauspieltätigkeit wieder auf, da ihr Mann aufgrund seines Gesundheitszustandes arbeitsunfähig geworden war. Bis Mitte der 1960er-Jahre war sie regelmäßig in Spielfilmen und Fernsehserien zu sehen, überwiegend als Nebendarstellerin. Eine Hauptrolle hatte sie von 1953 bis 1954 in der Fernsehserie The Pride of the Family. 1971 heiratete sie den Mediziner Dr. Sanford Rothenberg. Fay Wray schrieb in späteren Jahren einige Novellen und ein Theaterstück. 1980 spielte sie ihre letzte Rolle in dem Fernsehfilm Gideons Paukenschlag. 1989 veröffentlichte sie ihre Autobiografie On the Other Hand. Darin äußerte sie sich stolz über ihre Leistungen in King Kong.
James Cameron wollte Fay Wray unbedingt für die Rolle der alten Rose in Titanic engagieren. Sein Versuch scheiterte allerdings. Peter Jackson versuchte, sie für sein Remake von King Kong zu gewinnen und wollte ihr die letzten Zeilen des Films geben: „Es war Schönheit, die das Biest getötet hat.“ Sie sagte zu, starb allerdings vor Beginn der Dreharbeiten im Alter von 96 Jahren.  Zwei Tage nach ihrem Tod wurde ihr zu Ehren das Licht des Empire-State-Building für 15 Minuten abgeschaltet. Eine Szene im Remake spielt auf die Schauspielerin an, als es auf die Frage, ob Fay für den Film verfügbar sei, heißt: „Sie dreht schon etwas mit RKO.“ Der Film The Rocky Horror Picture Show beginnt mit dem Song Science Fiction/Double Feature, in dem die Aussage Then something went wrong for Fay Wray and King Kong (They got caught in a celluloid jam.) getroffen wird. Das später vorgetragene Lied Don’t dream it, be it beginnt mit der Frage: Whatever happened to Fay Wray?

## Filmografie (Auswahl)
- 1923: Gasoline Love (Kurzfilm)
- 1925: Ist das Leben nicht schrecklich? (Isn’t Life Terrible?)
- 1925: The Coast Patrol
- 1926: Der Hochzeitsmarsch (The Wedding March)
- 1928: Der König von Soho (The Street of Sin)
- 1929: Vier Federn (The Four Feathers)
- 1929: Sie nannten ihn Thunderbolt ´(Thunderbolt)
- 1930: Paramount-Parade (Paramount on Parade)
- 1930: Das Verbrechen von Buenas Terras (The Texan)
- 1931: Juwelenraub in Hollywood (The Stolen Jools)
- 1931: Das Luftschiff (Dirigible)
- 1931: The Finger Points
- 1931: The Unholy Garden
- 1932: Der geheimnisvolle Doktor X (Doctor X)
- 1932: Graf Zaroff – Genie des Bösen (The Most Dangerous Game)
- 1933: The Vampire Bat
- 1933: Das Geheimnis des Wachsfigurenkabinetts (Mystery of the Wax Museum)
- 1933: King Kong und die weiße Frau (King Kong)
- 1933: One Sunday Afternoon
- 1933: The Bowery
- 1934: Schrei der Gehetzten (Viva Villa)
- 1934: Schwarzer Mond (Black Moon)
- 1934: The Richest Girl in the World
- 1934: Woman in the Dark
- 1934: Alles liebt, alles lügt (The Affairs of Cellini)
- 1935: The Clairvoyant
- 1937: It Happened in Hollywood
- 1938: The Jury’s Secret
- 1941: Adam hatte vier Söhne (Adam Had Four Sons)
- 1953: Im Reiche des goldenen Condor (Treasure of the Golden Condor)
- 1953: Small Town Girl
- 1953–1954: The Pride of the Family (Fernsehserie, 27 Folgen)
- 1955: Blutige Straße (Hell on Frisco Bay)
- 1955: Ehe in Fesseln (Queen Bee)
- 1955: Die Verlorenen (The Cobweb)
- 1956: Das war Mord, Mr. Doyle (Crime of Passion)
- 1957: Tammy (Tammy and the Bachelor)
- 1958–1965: Perry Mason (Fernsehserie, drei Folgen)
- 1958/1959: Alfred Hitchcock Presents (Fernsehserie, zwei Folgen)
- 1960: 77 Sunset Strip (Fernsehserie, eine Folge)
- 1980: Gideons Paukenschlag (Gideon’s Trumpet, Fernsehfilm)

## Auszeichnungen
- 1960: Stern auf dem Hollywood Walk of Fame (6349 Hollywood Blvd.)
- 1975: Special Award der Academy of Science Fiction, Fantasy & Horror Film
- 1989: Women in Film Crystal Award
- 2003: Legend in Film Award des Palm Beach International Film Festival

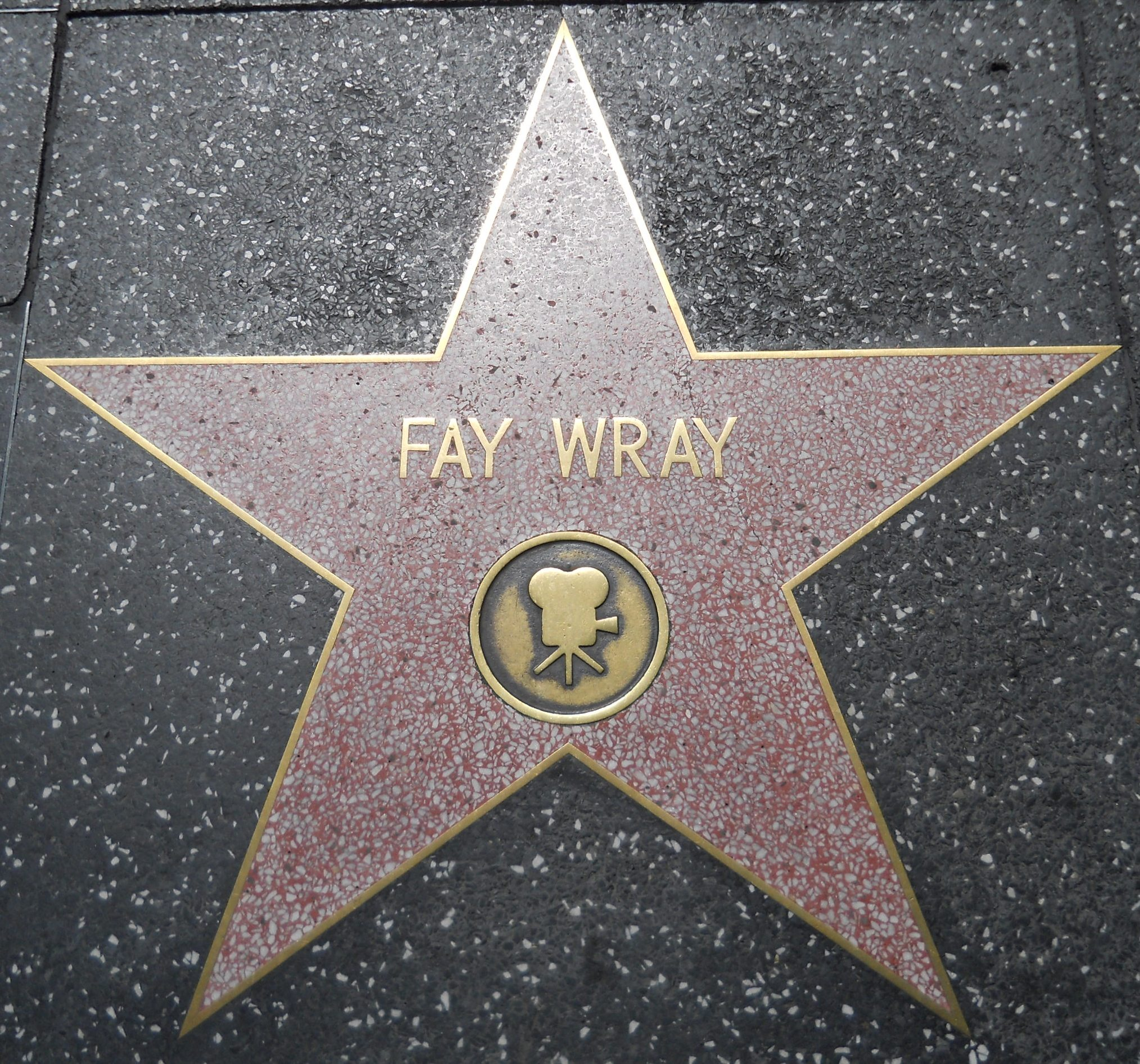
Fay Wrays Stern auf dem Hollywood Walk of Fame
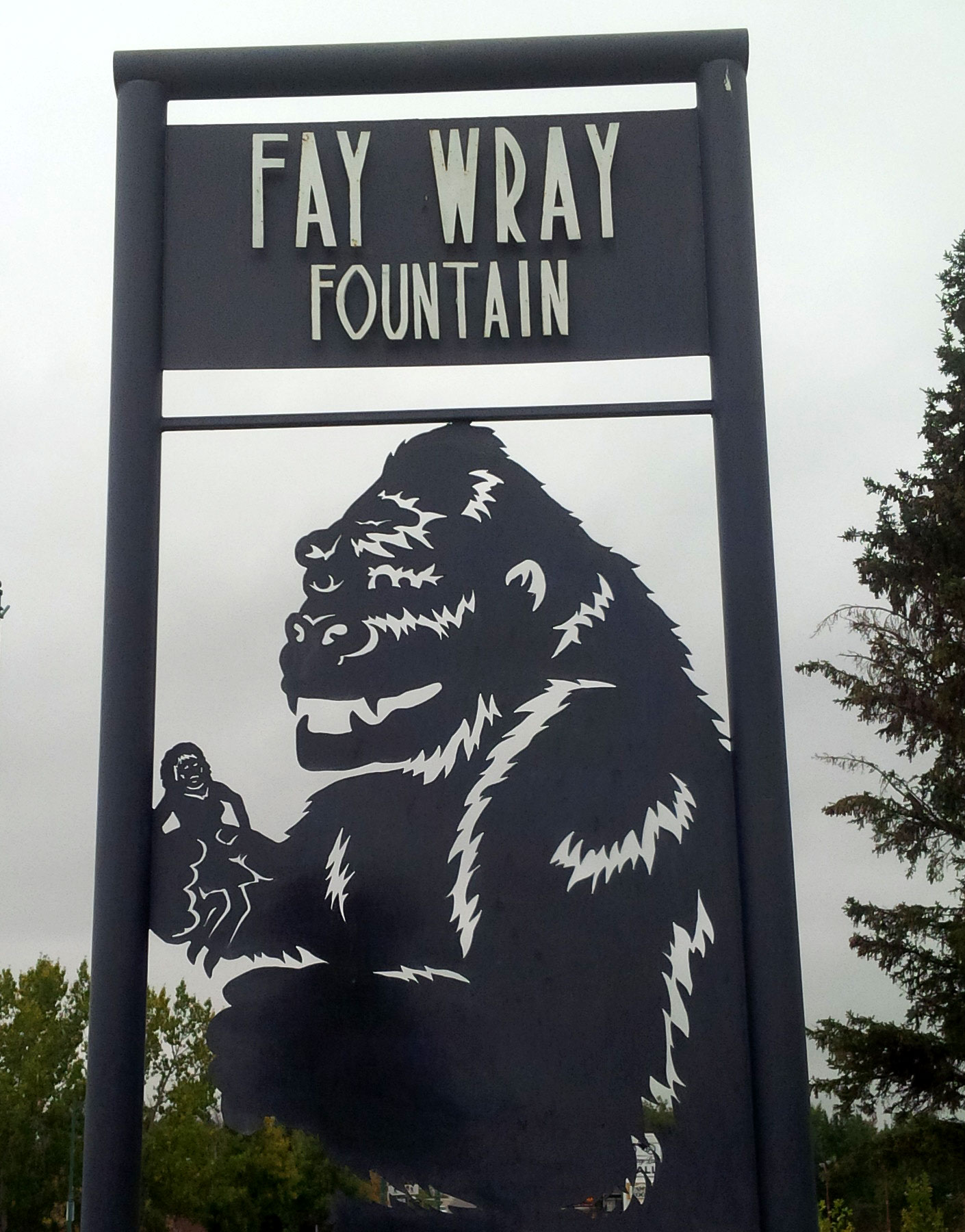
Fay-Wray-Denkmal in ihrer Heimatstadt Cardston
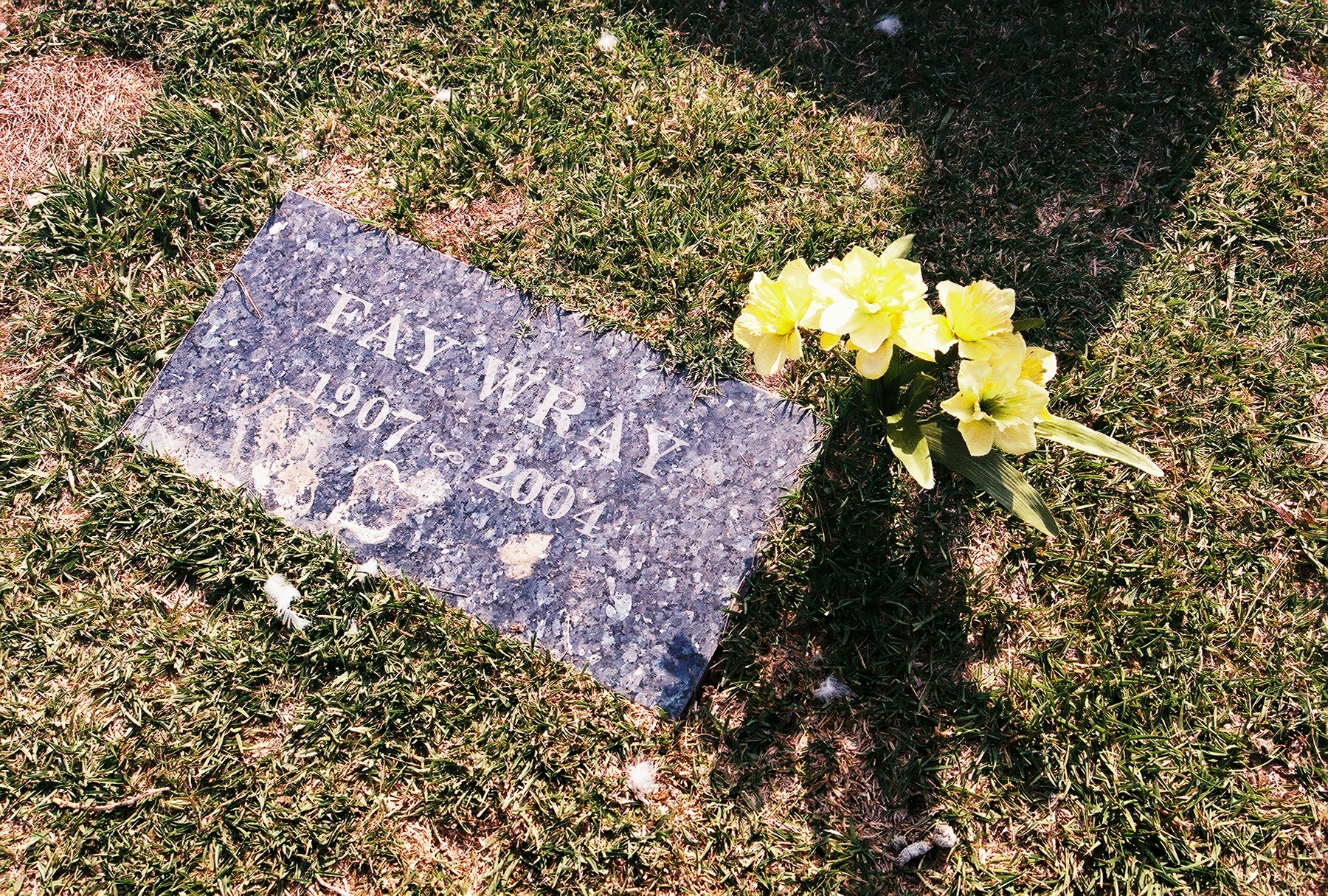
Fay Wrays Grab auf dem Hollywood Forever Cemetery

## Autobiografie
- On the Other Hand. A Life Story. St. Martin’s Press, New York 1988, ISBN 0-312-02265-4.